# Мисисога (народ)
Мисисоге су алгонквински народ, староседеоци су области Великих језера у Северној Америци. Мисисоге заједно са Отавама, Оџибвама, Потаватомијима, народом Алгонквин и Ниписинзима чине Анишинабе групу алгонквинских народа. Насељени су у јужном делу покрајине Онтарио у Канади. Блиско су повезани са Оџибвама. Говоре мисисошким језиком (који је у ствари дијалекат оџибвејског језика) који припада централној групи алгонквинских језика. Име „Мисисога” у преводу значи „они са ушћа многих река”.

## Историја
Према усменим предањима народа Мисисога, након напуштања „другог места за заустављање” које се налази у близини Нијагариних водопада, већина анишинабских народа је кренула обалом језера Ири ка јужном Мичигену и населила се на свом „трећем месту за заустављање” у близини данашњег града Детроита. Они су постали „изгубљени” како физички, тако и духовно. Мисисоге су за разлику од осталих анишинабских народа кренули северним правцем обалом реке Кредит, ка обали Џорџија залива. Земља коју су населили на обалама Горњег језера и северној обали језера Хјурон око реке Мисисоге сматра се за њихову традиционалну територију. Мисисоге су позвале остале Анишинабе да се врате Мидевивину (да се врате на прави пут (правом начину живота)). Главнина анишинабских народа (Оџибве, Потаватоми и Отаве) је створила „Веће три ватре” и преселила се са свог „трећег места за заустављање” у близини данашњег града Детроита, до свог „четвртог места за заустављање” на острву Манитулин, у близини источне обале залива Џорџија.
У време доласка француских истраживача 1534. Мисисоге су се развиле у посебан народ који је био насељен око реке Мисисоге и на острву Манитулин. На француској географској карти из 1675. „Carte du Mississippi et des lacs Supérieur, Michigan et Huron”, Мисисоге су забележене под именом „Missisakingdachirinouek”. Са реке Мисисоге преселили су се на југ, у област Каварта језера. Одатле, мања група Мисисога је отишла на југозапад и населила се око реке Кредит, западно од савременог Торонта. У француским изворима помињани су под именом Мисисога.
Мисисоге су помињане и под другим именима у историјским списима. Конрад Вајзер је пописао становништво града Логстаун 1748, он је Мисисоге забележио по њиховом хуронском имену Тисагечроамис. Према Џорџу Флемингу „Тисагечроамиси су Мисисоге са језера Хјурон, велико племе француских индијанаца или индијанаца под француским утицајем”.
Последњих неколико година Америчког рата за независност, почевши од 1781. британска круна је купила велики део земље Мисисога, која се налази на територији данашњег јужног Онтариа. Британска власт је желела да земљу додели лојалистима, који су напуштали своје поседе у тринаест побуњених колонија, да би их наградила за лојалност. Круна, је такође, желела да развије овај део земље, изградњом фарми и градова. У 21. веку, Канадска влада је исплатила Мисисогама Њу Кредит прве нације скоро 145 милиона долара као одштету због куповине земље по сувише ниској цени у 18. веку.

## Данас
Мисисоге су у прошлости биле подељене на пет племена.
Данас, постоји шест Мисисога првих нација:
- Мисисога прва нација
- Алдервил прва нација
- Мисисога Њу Кредит прва нација
- К`рв лејк прва нација
- Хијавата прва нација
- Мисисога Скагог острва прва нација

Једна од највећих је Мисисога Њу Кредит прва нација, која је 2005. имала 1.375 припадника. 